# FK Smarhon
Maillots
Le Futbolny Klub Smarhon, plus couramment abrégé en FK Smarhon (en biélorusse : ФК Смаргонь) ou FK Smorgon (en russe : ФК Сморгонь), est un club biélorusse de football fondé en 1987 et basé dans la ville de Smarhon, dans la voblast de Hrodna.

## Histoire
Le club évolue en première division biélorusse de 2007 à 2009. Il obtient son meilleur classement en Division 1 en 2008, où il se classe 8e du championnat, avec 10 victoires, 9 matchs nuls et 11 défaites.
Il fait son retour au premier échelon à l'aube de la saison 2021, remplaçant le FK Smaliavitchy malgré sa sixième place en deuxième division l'année précédente.

## Bilan sportif

### Palmarès
| Compétitions nationales |
| --- |
| - Championnat de Biélorussie de deuxième division : - Vice-champion : 2006 et 2022. - Championnat de Biélorussie de troisième division : - Vice-champion : 2001. |

### Bilan par saison
| Saison    | Championnat        | Championnat        | Championnat        | Championnat        | Championnat        | Championnat        | Championnat        | Championnat        | Championnat        | Championnat        | Coupe de Biélorussie |
| Saison    | Division           | Pos                | Pts                | J                  | V                  | N                  | D                  | BP                 | BC                 | Diff               | Coupe de Biélorussie |
| --------- | ------------------ | ------------------ | ------------------ | ------------------ | ------------------ | ------------------ | ------------------ | ------------------ | ------------------ | ------------------ | -------------------- |
| 1992      | 2e                 | 16e                | 7                  | 15                 | 3                  | 1                  | 11                 | 13                 | 34                 | -21                | Seizièmes de finale  |
| 1992-1993 | 2e                 | 16e                | 13                 | 30                 | 4                  | 5                  | 21                 | 17                 | 70                 | -53                | Seizièmes de finale  |
| 1993-1994 | 3e                 | 17e                | 17                 | 34                 | 4                  | 9                  | 21                 | 27                 | 80                 | -53                | —                    |
| 1994-1997 | Divisions amateurs | Divisions amateurs | Divisions amateurs | Divisions amateurs | Divisions amateurs | Divisions amateurs | Divisions amateurs | Divisions amateurs | Divisions amateurs | Divisions amateurs | Divisions amateurs   |
| 1998      | 3e Groupe A        | 12e                | 24                 | 26                 | 6                  | 6                  | 14                 | 26                 | 51                 | -22                | —                    |
| 1999      | 3e Groupe A        | 5e                 | 41                 | 24                 | 11                 | 8                  | 5                  | 35                 | 23                 | +12                | —                    |
| 2000      | 3e Groupe A        | 4e                 | 25                 | 22                 | 10                 | 5                  | 7                  | 28                 | 23                 | +5                 | —                    |
| 2001      | 3e                 | 2e                 | 79                 | 34                 | 25                 | 4                  | 5                  | 63                 | 16                 | +47                | Seizièmes de finale  |
| 2002      | 2e                 | 14e                | 29                 | 30                 | 8                  | 5                  | 17                 | 21                 | 36                 | -15                | Seizièmes de finale  |
| 2003      | 2e                 | 3e                 | 58                 | 30                 | 17                 | 7                  | 6                  | 47                 | 20                 | +27                | 32es de finale       |
| 2004      | 2e                 | 3e                 | 53                 | 30                 | 14                 | 11                 | 5                  | 49                 | 21                 | +28                | Seizièmes de finale  |
| 2005      | 2e                 | 3e                 | 54                 | 30                 | 15                 | 9                  | 6                  | 57                 | 35                 | +22                | 32es de finale       |
| 2006      | 2e                 | 2e                 | 55                 | 26                 | 16                 | 7                  | 3                  | 57                 | 27                 | +30                | Seizièmes de finale  |
| 2007      | 1re                | 10e                | 26                 | 26                 | 6                  | 8                  | 12                 | 15                 | 29                 | -14                | Seizièmes de finale  |
| 2008      | 1re                | 8e                 | 39                 | 30                 | 10                 | 9                  | 11                 | 26                 | 39                 | -13                | Seizièmes de finale  |
| 2009      | 1re                | 14e                | 15                 | 26                 | 2                  | 9                  | 15                 | 17                 | 46                 | -29                | Huitièmes de finale  |
| 2010      | 2e                 | 12e                | 32                 | 30                 | 8                  | 8                  | 14                 | 33                 | 43                 | -10                | Seizièmes de finale  |
| 2011      | 2e                 | 11e                | 34                 | 30                 | 97                 | 7                  | 14                 | 32                 | 45                 | -13                | Seizièmes de finale  |
| 2012      | 2e                 | 10e                | 31                 | 28                 | 7                  | 10                 | 11                 | 23                 | 32                 | -9                 | Seizièmes de finale  |
| 2013      | 2e                 | 6e                 | 46                 | 30                 | 13                 | 7                  | 10                 | 45                 | 35                 | +10                | Seizièmes de finale  |
| 2014      | 2e                 | 4e                 | 46                 | 30                 | 13                 | 7                  | 10                 | 42                 | 32                 | +10                | Huitièmes de finale  |
| 2015      | 2e                 | 5e                 | 53                 | 30                 | 15                 | 8                  | 7                  | 60                 | 41                 | +29                | Seizièmes de finale  |
| 2016      | 2e                 | 5e                 | 38                 | 26                 | 10                 | 8                  | 8                  | 40                 | 39                 | +1                 | Huitièmes de finale  |
| 2017      | 2e                 | 13e                | 29                 | 30                 | 6                  | 11                 | 13                 | 34                 | 50                 | -16                | Huitièmes de finale  |
| 2018      | 2e                 | 11e                | 31                 | 28                 | 6                  | 10                 | 12                 | 19                 | 44                 | -25                | Seizièmes de finale  |
| 2019      | 2e                 | 14e                | 18                 | 28                 | 4                  | 6                  | 18                 | 27                 | 63                 | -36                | Seizièmes de finale  |
| 2020      | 2e                 | 6e                 | 36                 | 26                 | 10                 | 6                  | 10                 | 29                 | 26                 | +3                 | Seizièmes de finale  |
| 2021      | 1re                | 15e                | 21                 | 30                 | 4                  | 9                  | 18                 | 25                 | 66                 | -41                | 32es de finale       |
| 2022      | 2e                 | 2e                 | 52                 | 24                 | 16                 | 4                  | 4                  | 46                 | 27                 | +19                | Seizièmes de finale  |
| 2023      | 1re                | 11e                | 24                 | 28                 | 7                  | 3                  | 18                 | 28                 | 59                 | -31                | Seizièmes de finale  |
| 2024      | 1re                | 12e                | 32                 | 30                 | 7                  | 11                 | 12                 | 33                 | 51                 | -18                | Seizièmes de finale  |

Légende
- Promu en division supérieure.
- Relégué en division inférieure.

## Ancien logo

Ancien logo